# ISS Pro Evolution
ISS Pro Evolution — компьютерная игра в жанре спортивный симулятор из первых игр серии Pro Evolution Soccer. Разрабатываемая японской компанией «Konami».

## Описание игры
Игра отличалась довольно реалистичным геймплеем и довольно глубоким (для своего времени) режимом тренировки.
В игре участвуют 48 национальных команд:
- Ирландия
- Сев. Ирландия
- Шотландия
- Уэльс
- Англия
- Португалия
- Испания
- Франция
- Бельгия
- Нидерланды
- Швейцария
- Италия
- Чехия
- Германия
- Дания
- Норвегия
- Швеция
- Финляндия
- Польша
- Словакия
- Австрия
- Венгрия
- Хорватия
- Югославия
- Румыния
- Болгария
- Греция
- Турция
- Украина
- Россия
- Марокко
- Тунис
- Египет
- Нигерия
- Камерун
- ЮАР
- США
- Мексика
- Ямайка
- Колумбия
- Бразилия
- Перу
- Чили
- Парагвай
- Уругвай
- Аргентина
- Япония
- Республика Корея
- Китай
- Иран
- Кувейт
- Саудовская Аравия
- Австралия

### Режим «Мастер лига»
Эта игра знаменита так же тем что в ней впервые появился знаменитый режим «Мастер лига», в которой игроку предлагалось собрать свой собственный состав из слабых футболистов, одеть на них майки одного из 16 доступных клубов и привести их ко все возможным трофеям.

## Отзывы критиков
| Сводный рейтинг    | Сводный рейтинг |
| Агрегатор          | Оценка          |
| ------------------ | --------------- |
| GameRankings       | 73 %            |
| Metacritic         | 94/100          |
| Иноязычные издания |                 |
| Издание            | Оценка          |
| Famitsu            | 31/40           |
| IGN                | 5,1/10          |

Игра получила положительные отзывы от критиков, согласно агрегатору рецензий Metacritic.